# Mário de Antioquia
Mário (em latim: Marius) foi um oficial romano do século IV, ativo durante o reinado dos imperadores Juliano, o Apóstata (r. 361–363) e Joviano (r. 363–364).

## Vida
Mário era nativo de Antioquia e um sofista pagão; Libânio comenta que era um orador habilidoso. Em 363, assumiu a posição de governador (consular) da Fenícia em sucessão de Gaiano. Em 364, se aposentou e foi substituído por Ulpiano. Enquanto esteve em ofício recebeu as epístolas 1124, 1135, 1142, 1170 e 1208 e após sua aposentadoria recebeu as epístolas 1217, 1269 (quando estava em Beroia) e 1288 (outono de 364), todas elas de Libânio. Esse autor louvou-o por sua administração na província.